# Délai préfix
En droit, et particulièrement en procédure civile, le délai préfix est un délai dont dispose une partie pour accomplir un acte. Sa méconnaissance entraine la forclusion c'est-à-dire l'extinction de la possibilité d'agir en justice, la demande est alors jugée irrecevable. 
Cependant en certaines matières il est possible de demander un « relevé de forclusion », c'est-à-dire un jugement par un tribunal qui permet d'écarter la forclusion, par exemple au motif que le plaideur ne pouvait pas avoir connaissance de son droit d'agir.